# Jagdflieger

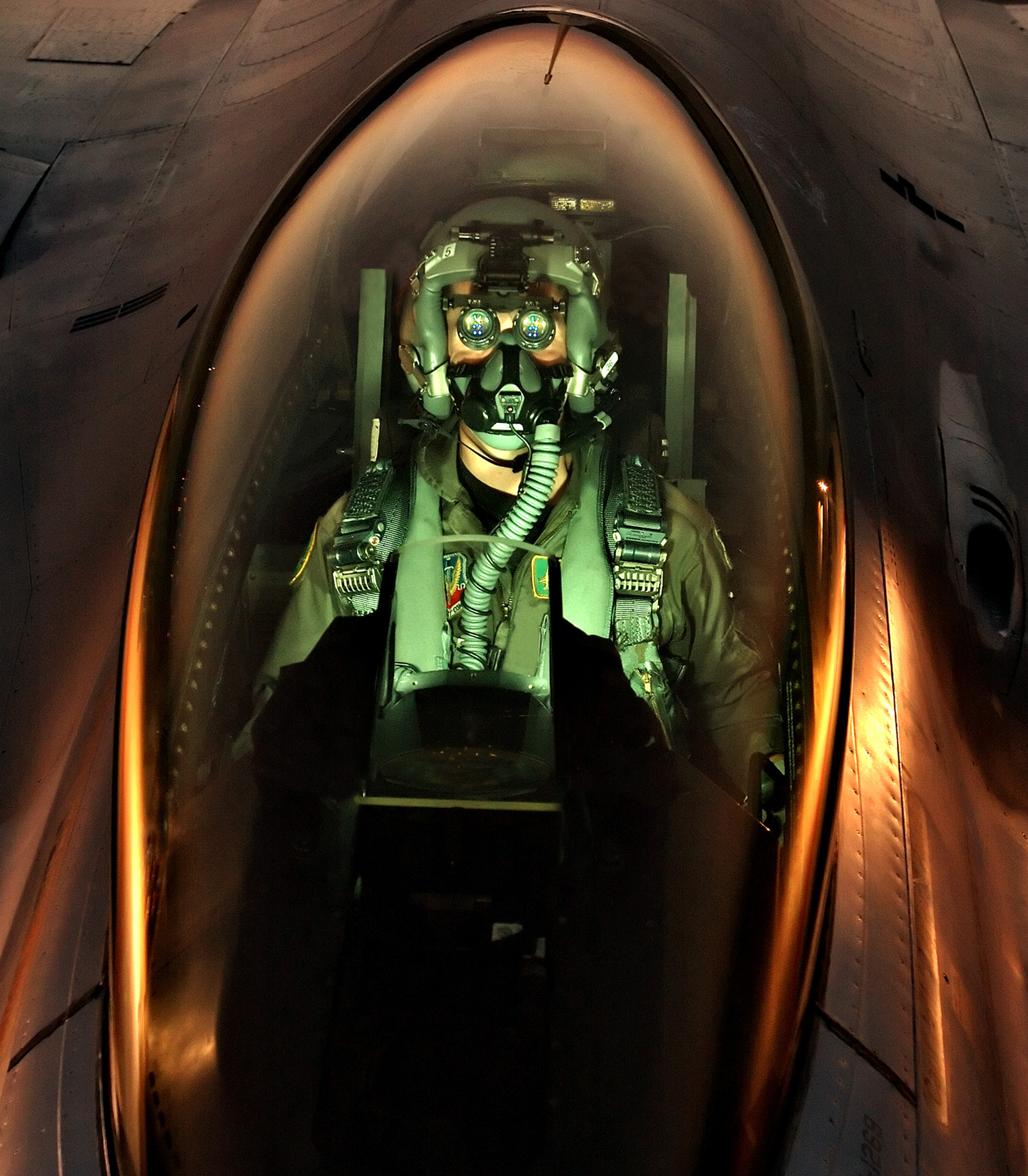
US-Pilot der Nationalgarde mit Nachtsichtausrüstung in einem Jagdflugzeug des Typs F-16, 2006

Jagdflieger ist die Bezeichnung von Kampfpiloten, deren Aufgaben im Luftkrieg die Überwachung des Luftraums und der Luftkampf sind. Sie sind Piloten von Jagdflugzeugen.

## Anforderungen
Die Anforderungen an Jagdflieger sind im Vergleich zu denen an Piloten anderer Militärflugzeuge immer etwas höher gewesen. Das Beherrschen der Luftkampfmanöver erfordert großes fliegerisches Geschick. Die hohe Manövrierfähigkeit von Jagdflugzeugen lässt im Einsatz deutlich höhere g-Kräfte als in anderen Maschinen auftreten, was wiederum höhere körperliche Belastungen bei den Insassen hervorruft und über ein Greyout oder Redout bis zu einem Blackout führen kann. Jagdflieger sind speziell für diese Bedingungen beim Flug leistungsfähiger Militärflugzeuge trainiert. Zum Schutz vor dem auftretenden Blutverlust im Kopf – durch die starke Kurvenbelastung von bis zur neunfachen Erdbeschleunigung – tragen die Piloten spezielle Druckanzüge, Anti-g-Anzüge genannt. Diese bauen um Beine und Unterleib des Piloten einen Gegendruck auf, um ein Absacken des Bluts und die folgende Bewusstlosigkeit zu verhindern. Unterstützt wird dies in modernen Jagdflugzeugen durch eine flache Sitzposition mit 20 bis 37 Grad nach hinten geneigten Sitzen und hochliegenden Beinen. Ausgezeichnete Augen und ein leistungsfähiges Herz sowie die Toleranz von Druckverlusten gelten als Grundvoraussetzungen.

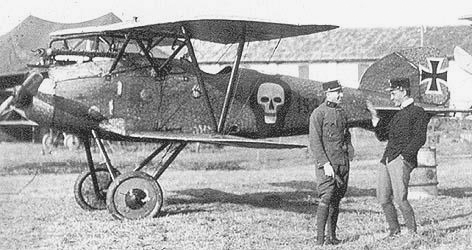
Godwin Brumowski (links), erfolgreichster k.u.k.-Jagdflieger vor einer Albatros D.III

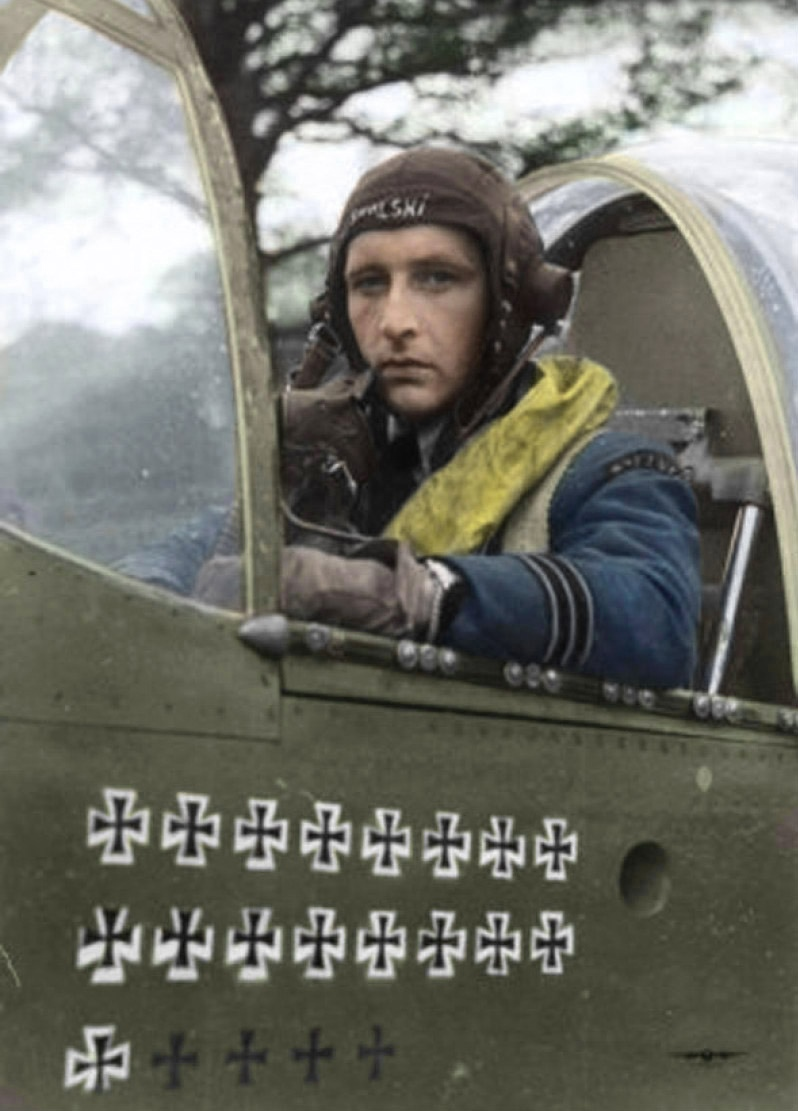
Der polnische Jagdflieger Stanisław Skalski im Zweiten Weltkrieg in einer Maschine der RAF mit aufgemalten Markierungen für die von ihm abgeschossenen deutschen Flugzeuge

## Geschichte
Viele der frühen Flugpioniere, die vor dem Ersten Weltkrieg zur Entwicklung der Luftfahrt beigetragen hatten, wie zum Beispiel Adolphe Pégoud oder Roland Garros, wurden im Ersten Weltkrieg zu Jagdfliegern. Im Luftkampf besonders erfolgreiche Piloten wurden zu Fliegerassen hochstilisiert.
Die Ausbildung eines Militärpiloten erforderte im Zweiten Weltkrieg 250 bis 400 Flugstunden. Bei der deutschen Luftwaffe fiel diese Zahl, bedingt durch einen Mangel an Piloten, durch die alliierte Luftüberlegenheit und gegen Ende des Krieges auch durch den Mangel an Flugbenzin auf rund 120 Stunden. Die Qualität der Ausbildung der Jagdflieger litt dabei beispielsweise durch den Wegfall der Blindflugausbildung.
Erst in den 1960ern kam aufgrund der steigenden Komplexität durch die Einführung von Bordradar als witterungsunabhängige Visiereinrichtung und Lenkraketenbewaffnung häufig ein zweites Besatzungsmitglied hinzu. Ältere schwere Jagdflugzeuge mit mehr als einem Mann Besatzung wie die Messerschmitt Bf 110 hatten sich in der Tagjagd vor allem wegen ihrer im Vergleich zu kleinen Einsitzern schlechteren Manövriereigenschaften als wenig erfolgreich erwiesen.